# Båtslagbådan
Båtslagbådan är en ö i Finland. Den ligger i Norra kvarken och i kommunen Korsholm i den ekonomiska regionen  Vasa i landskapet Österbotten, i den västra delen av landet. Ön ligger omkring 44 kilometer nordväst om Vasa och omkring 410 kilometer nordväst om Helsingfors.
Öns area är 1 hektar och dess största längd är 190 meter i öst-västlig riktning.